# Dasychira chloromorpha
Dasychira chloromorpha är en fjärilsart som beskrevs av Holland 1893. Dasychira chloromorpha ingår i släktet Dasychira och familjen tofsspinnare. Inga underarter finns listade i Catalogue of Life.